# Danh sách đảo Djibouti
Đây là danh sách các đảo của Djibouti:

## Đảo ởBiển Đỏ
- Doumeira

## Đảo ởBab-el-Mandeb
- Sawabi
- Siyyan Himar
- Rocher Siyyan

## Đảo ởVịnh Tadjoura
- Maskali
- mocha
- Abou Maya
- Warramous